# ZAAM Scholengroep
De ZAAM Scholengroep omvat 22 scholen voor voortgezet onderwijs in Amsterdam en omgeving. De meeste van de scholen hebben een christelijke achtergrond.
De Stichting ZAAM, werkende onder de naam "ZAAM interconfessioneel voortgezet onderwijs", is in 2012 opgericht als een van de opvolgers van de ontbonden Amarantis Onderwijsgroep.  De naam verwijst enerzijds naar de beginletters van de vestigingsplaatsen Zaandam, Amsterdam en Monnickendam, verwijst anderzijds naar het woord samen (zoals in "samen verder gaan").

## Scholen

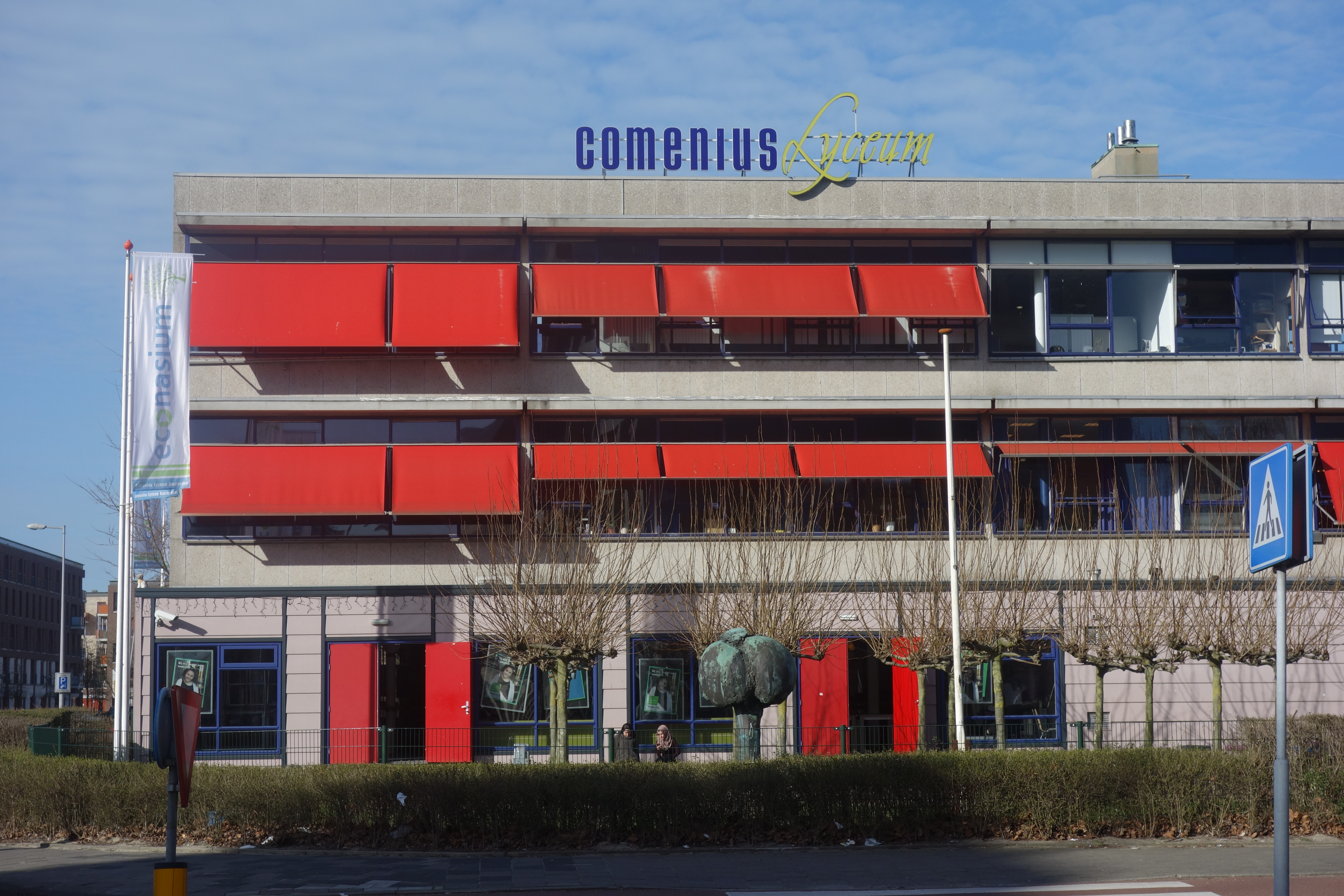
Comenius Lyceum Amsterdam

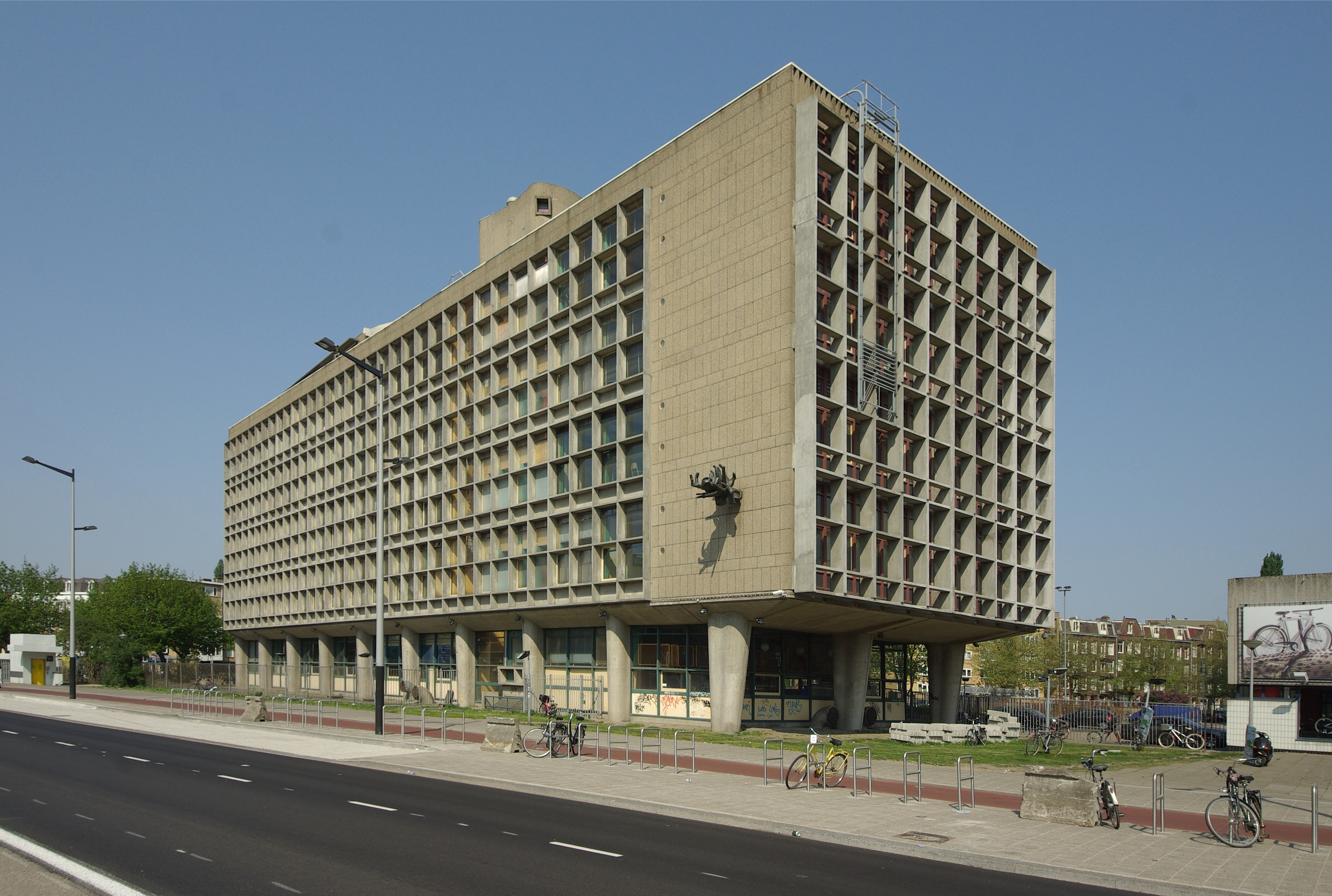
Cygnus Gymnasium

- Bernard Nieuwentijt College, vmbo-t, Monnickendam
- Bindelmeer College, vmbo (g) b/k/t, Amsterdam-Zuidoost
- Calvijn College, vmbo-b/k, Amsterdam Nieuw-West
- Comenius Lyceum, havo / vwo, Amsterdam Nieuw-West
- Cygnus Gymnasium, gymnasium (categoriaal), Amsterdam-Oost
- Damstede Lyceum, havo/vwo, Amsterdam-Noord
- De Apollo, vmbo-tl (tussenvoorziening), Amsterdam-Zuid
- De Faam, praktijkschool, Zaandam
- College De Meer, vmbo-b/k/t, Amsterdam-Oost
- Gerrit van der Veen College, havo/vwo, Amsterdam-Zuid
- Havo De Hof, havo (categoriaal), Amsterdam-Oost
- Het Reinaert (voorheen Meridiaan College), vmbo-t, Amsterdam-West
- Hogelant, vmbo (tussenvoorziening), Amsterdam-Noord
- Huygens College, vmbo (g) b/k/t, Amsterdam-West
- Iedersland College, vmbo-b/k (tussenvoorziening), Amsterdam-West
- Amsterdams Beroepscollege Noorderlicht (fusie van Rosa Beroepscollege en Waterlant College IJdoorn), vmbo-b/k, Amsterdam-Noord
- Over-Y College, vmbo-t, Amsterdam-Noord
- Pascal College, havo/vwo, Zaandam
- Pascal Zuid, vmbo (g) b/k/t, Zaandam
- Pieter Nieuwland College, havo/vwo, Amsterdam-Oost
- Sweelinck College, vmbo-t en havo, Amsterdam-Zuid
- De Vinse School, vmbo-t, havo/vwo, Amsterdam-Centrum
- College Zuyd, vmbo (g) b/k/t, Amsterdam-Zuid